# Подольское (Северо-Казахстанская область)
Подольское (каз. Подольское) — село в Тайыншинском районе Северо-Казахстанской области Казахстана. Село входит в состав Донецкого сельского округа. Код КАТО — 596039500.

## Население
В 1999 году население села составляло 757 человек (360 мужчин и 397 женщин). По данным переписи 2009 года, в селе проживало 643 человека (308 мужчин и 335 женщин).

## История
В сентябре 1936 г. решением облисполкома, учитывая ходатайство местных жителей, было определено название переселенческой точке:
```
с. Подольское, колхоз «Серп и молот».
```

## Образование
На территории села имеется КГУ "Подольская ОШ" с действующим школьным музеем.